# Liste der Fahnenträger der kosovarischen Mannschaften bei Olympischen Spielen
Die Liste der Fahnenträger der kosovarischen Mannschaften bei Olympischen Spielen listet chronologisch alle Fahnenträger kosovarischen Mannschaften bei den Eröffnungs- (EF) und Abschlussfeiern (AF) Olympischer Spiele auf.

## Liste der Fahnenträger
| Mannschaft             | Veranstaltung | Fahnenträger (EF) | Fahnenträger (AF) |
| ---------------------- | ------------- | ----------------- | ----------------- |
| 2016 in Rio de Janeiro | Sommerspiele  | Majlinda Kelmendi | Vijona Kryeziu    |
| 2018 in Pyeongchang    | Winterspiele  | Albin Tahiri      | Albin Tahiri      |
| 2020 in Tokio          | Sommerspiele  | Majlinda Kelmendi | Egzon Shala       |
| 2020 in Tokio          | Sommerspiele  | Akil Gjakova      | Egzon Shala       |
| 2022 in Peking         | Winterspiele  | Kiana Kryeziu     | Volunteer         |
| 2022 in Peking         | Winterspiele  | Albin Tahiri      | Volunteer         |
| 2024 in Paris          | Sommerspiele  | Nora Gjakova      | Gresa Bakraci     |
| 2024 in Paris          | Sommerspiele  | Akil Gjakova      | Adell Sabovic     |

Anmerkung: (EF) = Eröffnungsfeier, (AF) = Abschlussfeier

## Statistik
| Rang    | Sportart       | EF | AF | ∑ |
| ------- | -------------- | -- | -- | - |
| 1       | Judo           | 5  | 0  | 5 |
| 2       | Leichtathletik | 0  | 2  | 2 |
| 3       | Ringen         | 0  | 1  | 1 |
| 3       | Schwimmen      | 0  | 1  | 1 |
| Gesamt: | Gesamt:        | 5  | 4  | 9 |

| Rang    | Sportart  | EF | AF | ∑ |
| ------- | --------- | -- | -- | - |
| 1       | Ski Alpin | 3  | 1  | 4 |
| 2       | Volunteer | 0  | 1  | 1 |
| Gesamt: | Gesamt:   | 3  | 2  | 5 |

| Rang    | Sportart       | EF | AF | ∑  |
| ------- | -------------- | -- | -- | -- |
| 1       | Judo           | 5  | 0  | 5  |
| 2       | Ski Alpin      | 3  | 1  | 4  |
| 3       | Leichtathletik | 0  | 2  | 2  |
| 4       | Ringen         | 0  | 1  | 1  |
| 4       | Schwimmen      | 0  | 1  | 1  |
| 4       | Volunteer      | 0  | 1  | 1  |
| Gesamt: | Gesamt:        | 8  | 6  | 14 |